# Демре
Демре (тур. Demre) — приморский город и район в турецкой провинции Анталья. До 2005 года район носил название Кале.

## История
Современный город выстроен на месте Миры — одного из главных центров древней Ликии, известного также как главный центр почитания Святого Николая. Современное название получил от реки, впадающей здесь в Средиземное море. До событий 1923 года большинство населения составляли греки. После их геноцида многие дома и поселения оказались заброшенными.